# Trini Kwan
Pour les articles homonymes, voir Kwan.
Trini Kwan est un personnage de fiction de la franchise Power Rangers. Elle est apparue pour la première fois en tant que personnage principal de la série Power Rangers : Mighty Morphin où elle est incarnée par l'actrice américano-vietnamienne Thuy Trang. Dans le reboot cinématographique Power Rangers (2017), le rôle est repris par l'actrice hispanique Becky G.

## Biographie fictive

### Power Rangers: Mighty Morphin
Trini est une lycéenne d'Angel Grove en Californie. Elle est la meilleure amie de Kimberly Hart. Elle pratique un art martial japonais. Elle aime passer du temps avec ses autres amis Jason, Billy et Zack. Un jour, ils sont tous les cinq téléportés dans un centre de commande. Ils y font la connaissance de Zordon et du robot Alpha 5. Ils découvrent qu'ils ont été sélectionnés pour devenir les Power Rangers, cinq soldats dont la mission est de défendre la Terre et de la méchante Rita Repulsa, une sorcière emprisonnée depuis 10 000 ans.
Trini devient alors le Ranger jaune. Son Zord (robot métallique de combat des Rangers) est inspiré d'un Smilodon, tout comme son médaillon de transmutation. Trini et ses amis vont alors mener de nombreuses batailles contre Rita et ses sbires, notamment le terrible Goldar,.
Les Rangers croisent ensuite la route de Tommy Oliver, qui affronte Jason dans un combat très disputé dans un tournoi d'arts martiaux. Tommy est ensuite accueilli par les autres de la bande. Mais Rita Repulsa prend possession de l'esprit de Tommy et le transforme en un être maléfique, le Ranger vert. Il doit alors affronter les Power Rangers. Finalement, Tommy parviendra à se libérer de l'emprise de Rita. Il conservera cependant ses pouvoirs du Ranger vert et sera intégré aux autres Rangers.
Plus tard, les Power Rangers découvrent que Zordon a créé un nouveau Power Ranger, le Ranger blanc. Lorsque ce dernier est présenté aux autres, Kimberly tombe dans les pommes en découvrant l'identité du Ranger, Tommy. Ce dernier avait quitté la ville depuis qu'il avait perdu ses pouvoirs de Ranger vert.
Trini quitte Angel Grove pour aller à une Conférence de pays en Suisse, avec deux autres Rangers, Jason et Zack. Trini sera remplacée en tant que Ranger jaune par Aisha Campbell.

### Power Ranger Super Megaforce
On sait qu'Aisha est plus petite que Trini et les autres rangers, par conséquent, c'est Trini qui apparaît aux côtés des rangers légendaires car elle est à la même taille que le ranger bleu et les autres. Dans les épisodes où Trini apparaît dans Mighty Morphin, elle est présentée comme étant aussi grande que le reste de son équipe excepté Kimberley qui est plus petite. Sa taille nous permet de la comparer à Aisha et d'affirmer qu'il s'agit bel et bien de Trini aux côtés des autres Power Rangers Mighty Morphin lors de l'apparition des Power Rangers légendaires, bien qu'il n'y ait eu aucune confirmation de la part des studios ou des réalisateurs.

### Mighty Morphin Power Rangers: Pink(comics)
Kimberly protège une cité française d'une attaque de Goldar. Elle fait téléporter Zack et Trini pour l'aider. Zordon utilise l'épée de la Lumière pour leur rendre leurs pouvoirs. Trini redevient alors le Ranger jaune. Il est alors révélé qu'elle a une histoire d'amour avec Zack,.

### Version alternative

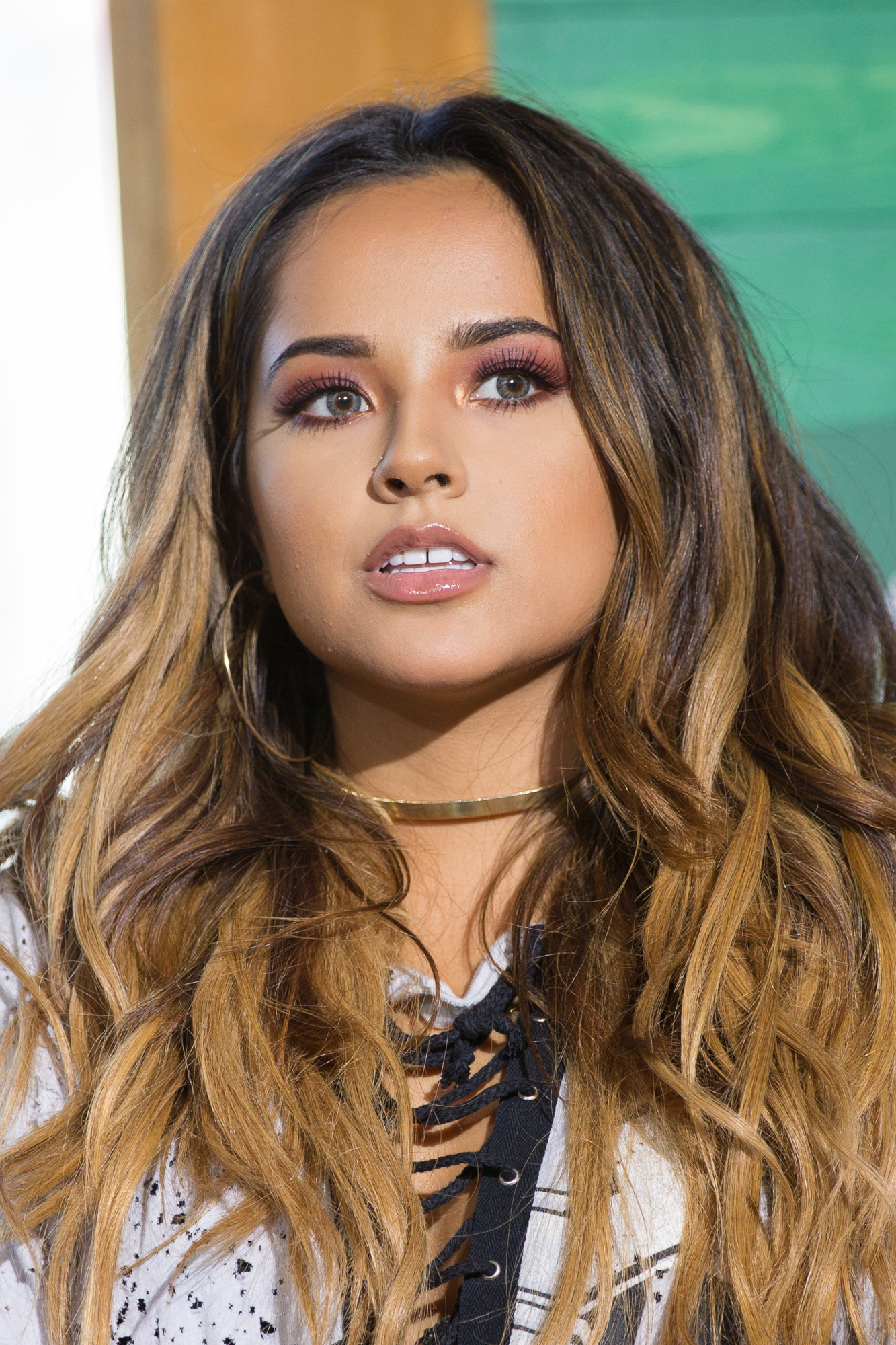
Becky G interprète Trini dans le film de 2017

Dans le film de 2017, Trini est une jeune fille mystérieuse et très discrète. Elle vit avec ses parents et ses deux petits frères. Un soir, alors qu'elle traine aux abords d'une mine, elle croise Billy Cranston, Jason Scott, Kimberly Hart et Zack Taylor. Trini est alertée par une forte explosion provoquée par Billy. Alors que les quatre autres s'approchent de la paroi révélée par l'explosion, Trini reste en retrait et les met en garde. Après avoir chuté, elle se joint aux autres. Ils découvrent dans la roche cinq pierres, de cinq couleurs différentes. Ils en prennent chacun un : rouge pour Jason, rose pour Kimberly, jaune pour Trini, bleu pour Billy et noir pour Zack. Cela les mène ensuite au cœur d'un immense vaisseau spatial. Il y font la connaissance du robot Alpha 5 et surtout de Zordon, l'ancien Ranger rouge et chef des Power Rangers, désormais coincé dans une autre dimension. Zordon apprend aux adolescents qu'ils ont été choisis pour reprendre le flambeau des Power Rangers. La menace plane sur la ville d'Angel Grove, depuis le retour de Rita Repulsa, l'ancienne Ranger vert qui a jadis trahi Zordon et ses coéquipiers. Alors que Jason prend ces choses au sérieux, Trini et les autres ont du mal à se sentir concernés. De plus, ils n'arrivent pas faire avoir la cohésion de groupe nécessaire pour faire apparaitre leurs armures. Ils vont devoir alors créer un lien entre eux. Un soir, autour d'un feu, Trini se livre et révèle à demi-mot son homosexualité. Alors que l'équipe commence à se souder, les lycéens subissent un entrainement aussi long que laborieux, les jeunes gens parviennent enfin à devenir des Power Rangers. Ils unissent leurs forces pour vaincre Rita.

## Commentaires

### Un deuxième Rangers féminin
Power Rangers : Mighty Morphin utilise des images du super sentai Kyōryū Sentai Zyuranger. Dans celui-ci, comme dans la plupart des sentai, seul le Ranger rose est un personnage féminin. C'est pourquoi son costume est agrémenté d'une petite jupe et pas celui du Ranger jaune. Dans Kyōryū Sentai Zyuranger, le personnage du Ranger jaune est Boi, un homme. Pour l'adaptation américaine Power Rangers, il est choisi d'ajouter un personnage féminin.

### Départ prématuré du personnage
Le personnage de Trini quittera précipitamment la série Power Rangers : Mighty Morphin. Il est révélé que le personnage est parti en Suisse pour une conférence de paix, avec deux autres Rangers, Jason et Zack. En réalité, les acteurs Austin St. John et Walter Jones ont été renvoyés pour des exigences salariales trop élevées, alors que Thuy Trang souhaite reprendre ses études. Les personnages continueront à apparaitre durant quelques épisodes mais uniquement filmés de dos (incarnés par des doublures), en images d'archives ou avec leurs costumes et masques de Rangers. Ils seront ensuite remplacés par des anciens étudiants de Stone Canyon : Rocky DeSantos (Ranger rouge), Adam Park (Ranger noir) et Aisha Campbell (Ranger jaune). Si le personnage de Jason revient dans Power Rangers : Zeo, Power Rangers Turbo, le film et dans un épisode de Power Rangers : Force animale commémorant les 10 ans de la franchise, il n'est pas précisé ce que sont devenus Trini et Zack après la conférence de paix en Suisse.

### Critique sur le choix de la couleur jaune
Dans Power Rangers : Mighty Morphin, le Ranger jaune Trini est incarné par une actrice asiatique et le Ranger noir par un Afro-Américain. Cela sera une source de critiques en raison des clichés liés aux couleurs et aux préjugés raciaux,. De nombreuses parodies tentent d’illustrer le racisme présumé de la série,,.
Pour éviter ce problème, les personnages seront modifiés à partir de la saison 2 : le personnage d'origine asiatique Adam Park reprend le personnage du Ranger noir alors que les pouvoirs du Ranger jaune reviennent à Aisha Campbell, une Afro-Américaine. De plus, dans le reboot cinématographique de 2017, le Ranger noir Zack Taylor est incarné par un acteur asiatique, le Ranger jaune Trini est incarné par une latino-américaine alors que le Ranger bleu Billy Cranston est un Afro-Américain.

### Première héroïne LGBT d'un blockbuster
Dans le film de 2017, Trini avoue son homosexualité. C'est l'un des tout premiers personnages à faire cela dans un blockbuster hollywoodien. Son interprète Becky G déclare à ce propos : « Trini fréquente une des plus grandes écoles secondaires, mais personne ne la connaît. Personne ne la voit. Elle se sent invisible. Je suis vraiment fière qu'elle soit un personnage si fort ». Cela provoquera quelques critiques, notamment en Russie avec le député d’extrême droite Vitaly Milonov qui a appelé son pays à interdire le film, tout comme il a essayé de le faire pour La Belle et la Bête (2017) pour les mêmes raisons.